# 최성봉
최성봉(崔聖奉, Sungbong Choi, 1990년 2월 18일~2023년 6월 20일)은 대한민국의 가수, 작가이다. 초등학교와 중학교 검정고시를 합격하고 대전예술고등학교 음악과를 졸업한 후 2011년 6월 4일 첫 방송된 《코리아 갓 탤런트 시즌 1》에 출연, 준우승을 차지했다.
암투병 기사 이슈로 인한 기부 모금 및 방송 출연으로 팬들에게 수억원을 모집 했으며, 허위 암투병이 드러나자 해당금액 반환을 하지 않은 상태이다.
2023년 6월 20일 자신의 유튜브 채널 커뮤니티에 극단적 선택을 암시하는 글을 올렸다. 그리고 글을 통해 "저의 어리석은 잘못과 피해를 받으신 분들께 진심으로 죄송하고 잘못했다. 지난 2년여 동안 후원금 반환문의 해주신 모든 분들게 반환을 해드렸다. 이제 제 목숨으로 죗값을 치르려 한다"고 적고, 자신의 시신이 있을 거라며 위치를 알렸다.
오전 9시 41분 자택에서 숨진 채 발견되었다.

## 생애
최성봉은 서울 출신으로 세 살 때 고아원에 버려졌다. 구타를 피하여 다섯 살 때 고아원에서 도망쳐 대전행 버스를 탔고 대전의 유흥가에서 살기 시작했다. 계단이나 공중 화장실에서 잠을 잤고, 굶주림에서 벗어나기 위해서 음식물 쓰레기를 주워 먹고 물을 마셨으며, 길거리나 나이트 클럽에서 껌과 에너지 드링크를 팔았다. 유흥가에서 살면서 그가 만났던 사람들은 조폭, 양아치, 노점상인들이었다. 그는 일상적인 폭력에 노출되었으며, 일상 언어보다 욕을 먼저 배웠다. 어린 시절 그에게는 알콜 중독, 마약 중독, 강간 등의 매우 나쁜 일들이 벌어졌다. 그는 이곳저곳으로 팔려나갔고 그런 식으로 길거리 생활만 10년 가까이 했다고 말했다.
최성봉은 거리에서 노점상 아주머니가 지어준 이름인 "지성"이라는 이름으로 10년여의 거리생활을 하였다. 14살 경 야간학교 선생님의 도움으로 파출소에서 지문검색을 하였고, 그의 진짜 이름과 나이에 대한 기록을 보게 되었다. 그러나 최성봉은 거리에서의 이름인 지성을 선호했다. 최성봉은 껌을 팔러 유흥가에 돌아다니다 조폭들에게 납치를 당했고, 산에 파묻혔다. 그러나 달리 갈 데가 없었기에 다시 유흥가로 돌아와 껌을 팔 수밖에 없었다.
그가 껌을 팔던 나이트클럽에서 성악 음악을 들은 후 그는 음악의 길에 대한 꿈을 꾸기 시작했다. 그는 평소 나이트클럽에서 나오는 음악과 대조되는 성악가의 진정성 있는 모습에 매료되었다고 말했다. 그는 아무런 정보 없이 음악을 배울 수 있는 길을 찾기 시작했다. 음악선생님들을 수소문하여 찾아갔으나, 여러 번 거절당했고, 그는 나중에 박정소라는 스승을 만나게 되었다. 박정소는 최성봉의 말이 사실인지 확인하기 위해 그가 사는 곳을 방문했다. 그곳은 그저 야간학교의 낡은 소파였다. 무료로 그를 가르치고 예고에 진학할 수 있도록 도왔다. 그가 열여섯 살 때였다.
최성봉은 2007년이 되어서야 기초생활 수급권자로 선정되었다. 그 해에 이르러서야 그는 생애 처음으로 집이라는 공간에서 잠을 잘 수 있었다. 그 이전까지는 정부로부터 어떠한 사회적 지원도 받지 못했다. 10여 년간 떠돌이 생활을 하는 동안 여러 번 교통사고를 당하였고 크고 작은 사고로 인해 부상을 입은 적이 많았으나, 경제적인 어려움으로 인해 입원치료를 전혀 받지 못하였다. 그는 이명현상과 같은 신체적, 정신적인 여러 후유증으로 고통받았으며, 정기적인 병원 치료를 받았다. 초등학교와 중학교를 검정고시로 통과한 후 대전예술고등학교 음악과, 경희사이버대학교 문화예술경영학과를 졸업하였다.
14살 경 그는 조폭을 피해 야간학교에 숨었다. 그는 그곳에서 읽고 쓰는 법을 배웠고, 초등학교와 중학교 검정고시에 응시해서 고등학교 입학 자격을 얻었다. 음악을 배우고 싶었고, 보통사람처럼 친구들과 함께 학창시절을 보내고 싶다는 소망으로 그는 대전예술고등학교에 입학했다. 그는 그가 개인 레슨비를 낼 재정적 여력이 없었기에 어떠한 선생님도 보컬 트레이닝을 해주려 하지 않았다고 말했다. 그는 등록금과 레슨비를 벌기 위해 택배회사 물류창고에서 일했지만 야간 작업 중 끔찍한 추락사고를 당했다.
그는 자퇴할 것을 고민한 적도 있었고 그의 고등학교 음악 선생님은 그가 어려운 환경 때문에 자주 결석했다고 증언했다. 그는 대학교에 합격했지만, 경제적인 어려움으로 고등학교 이후의 교육은 받을 수 없었다. 그 대신 그는 건설 노동자나 비슷한 일을 하며 일용직 노동자로 하루하루를 보냈다. 그는 그 시기에 마음의 병으로 고통 받았으며 오늘 죽어도 내일 죽어도 좋다고 생각했다고 말했다.

## 학력
- 초등학교 졸업학력 검정고시(합격)
- 중학교 졸업학력 검정고시(합격)
- 대전예술고등학교 음악과(졸업)
- 경희사이버대학교 문화예술경영학과(학사)

## 코리아 갓 탤런트

### 등장과 공연
2011년 6월, 2차 지역예선에서 최성봉의 《넬라 판타지아》 공연은 심사위원과 관객들을 울렸다. 그는 자신을 십 년 동안 에너지 드링크와 껌을 팔며 생계를 유지해온 막노동꾼이라 소개하였다. 박칼린, 장진, 송윤아 세 심사위원 모두는 그의 재능에 깊은 감명을 받았다. 이후, 2011년 7월 16일 치러진 세미 파이널 무대에서《Cinema Paradiso》를 불러 또 한번의 감동을 연출 하였고, 당일 투표수의 56%를 차지하는 기록을 세워 강력한 우승 후보로 점쳐지며, 다시 전세계 주요 외신에서 메인 등극을 하게 된다. 이는 추후 치러진 코리아 갓 탤런트 세미 파이널 2, 3, 4, 5회의 1위 수상자들의 득표수를 모두 합쳐도 모자랄 정도의 엄청난 득표로 기록되고 있다. 2011년 8월 20일 시즌 1의 최종 파이널에서 다시 한 번 《넬라 판타지아》를 선택, 243표란 아슬아슬한 차이로 팝핀 종목의 '주민정'에게 1위의 자리를 내주고 준우승을 차지했다.

### 유튜브 센세이션
최성봉의 공연은 유튜브에 게시되었고 세계적인 인터넷 센세이션을 일으켰다. 그의 영상은 미국의 팝 스타 저스틴 비버, 한국의 팝 스타 엄정화, 보아, 페이스북의 10만여명의 팬, 그리고 이명박 전 대통령을 포함한 수많은 언론과 정계인사 탑 스타들의 찬사를 받았다. 영어자막이 있는 버전의 동영상은 BBC, CNN, CBS
ABC
타임지, 로이터 등 전세계 언론의 이목을 끌었고 '넥스트 수잔 보일', '한국의 폴 포츠', '한국의 올리버 트위스트'로 전 세계의 주목을 받았다. 그의 영상은 CNN에서 가장 많이 본 동영상으로 선정되었으며, CNN 메인으로 한 달 동안 등극하게 되며, 전세계로 알려졌다. 2015년 12월 18일 현재 그 중 한 개의 비디오 조회수는 151,349,791 뷰를 기록했으며, 누적 조회수는 계속 늘어나고 있다.

### 글로벌 갓 탤런트
전 세계 갓 탤런트에서 가장 많이 본 조회 수로 그의 첫 번째 오디션 영상 2014년 2위를 차지했으며, 2015년 7위로 밀려났다. 2014년 수전 보일(Susan Boyle)이 1위를 하였고, 폴 포츠(Paul Potts)는 2014년도부터 순위권 밖으로 밀려났다.

### 논란 거리
2011년 6월 4일 그가 처음 방송에 출연한 이후, 학력 편집에 대한 논란이 있었다. 그가 무대 인터뷰 중 대전예술고등학교를 다녔다고 말한 부분이 방송에서 편집된 것이다. 제작진은 "이는 방송에서 편집된 것으로 대전예고를 졸업한 사실은 2차 지역예선 현장에서 최성봉이 직접 밝혔으며, 현장에 있던 심사위원들과 제작진뿐 아니라 수백 명의 관객들도 모두 들었다"고 해명했다. 그리고 재편집을 통해 재방송에서는 해당 인터뷰를 모두 포함해 재편집한 영상을 방송했다.

### 소속사
코리아갓탤런트 이후 메이저 기획사들이 최성봉에게 접촉을 시도하였다. 그는 Sony Music Korea Inc와 계약하였고, 2011년 12월에 계약을 해지하였다.현재 그의 소속사는 봉봉컴퍼니이다.

## 음악적 커리어

### 음악적 색깔- Crossover tenor
CNN은 코리아 갓 탤런트에 나온 그의 파워풀한 바리톤은 "두배로 나이를 먹었고 두배는 더 체격이 큰 사람의 목소리와 같다" 라고 평한 바 있다. 한편 최성봉은 성악 외에도 다양한 장르를 시도하고 있으며 부드러우면서 호소력 있고 강인함과 살아온 세월의 흔적이 묻어나는 보이스 톤을 가지고 있다. 2014년 발매된 싱글 앨범 《최성봉, 첫 번째 이야기 느림보》에서 그의 차분하고도 아련한 목소리를 들을 수 있다.

### 앨범

#### 발표 앨범
| #      | 앨범명                        | 발매일         | 수록곡                                                               |
| ------ | ----------------------------- | -------------- | -------------------------------------------------------------------- |
| EP 1집 | 최성봉, 첫 번째 이야기 느림보 | 2014년 4월 9일 | 01. 느림보02. 로맨틱 강원도03. 느림보(Inst.)04. 로맨틱 강원도(Inst.) |

#### 참여 앨범
| 앨범명                             | 발매일          | 참여곡                                       |
| ---------------------------------- | --------------- | -------------------------------------------- |
| Korea's Got Talent                 | 2011년 8월 21일 | • Nella Fantasia• Cinema Paradiso            |
| 팝페라가수 박정소 Nella Fantasia   | 2012년 12월 5일 | • Nella Fantasia 환상 속으로 (Feat.최성봉)   |
| 팝페라가수 박정소 Because He Lives | 2012년 12월 5일 | • Amazing Grace(놀라우신 은혜) (Feat.최성봉) |

#### 음원 차트 순위
| 차트명                 | 곡명            | 순위 | 기간                                                            |
| ---------------------- | --------------- | ---- | --------------------------------------------------------------- |
| Melon 클래식 종합 부문 | Nella Fantasia  | 1    | 2011.08.21~2011.08.27                                           |
| Melon 클래식 종합 부문 | Nella Fantasia  | 2    | 2011.08.28~2011.09.10                                           |
| Melon 클래식 종합 부문 | Nella Fantasia  | 3    | 2011.09.11~2011.09.242011.10.16~2011.10.222011.10.30~2011.12.03 |
| Melon 클래식 종합 부문 | Cinema Paradiso | 35   | 2011.08.21~2011.08.27                                           |
| Melon 클래식 종합 부문 | Cinema Paradiso | 62   | 2011.08.28~2011.09.03                                           |
| Melon 클래식 종합 부문 | Cinema Paradiso | 96   | 2011.09.04~2011.09.10                                           |
| Melon 클래식 종합 부문 | 느림보          | 1    | 2014.04.14~2014.04.20                                           |
| Melon 클래식 종합 부문 | 느림보          | 2    | 2014.04.07~2014.04.13                                           |

### 공연
| 년도 | 공연명                                               | 장소             |
| --- | ---------------------------------------------------- | ---------------- |
| 2012 | Cisco 회장 초청 공연                                 | San Diego, U.S.A |
| 2012 | BEXCO 국제라이온스 초청 개막식 공연                  | 부산             |
| 2012 | 수원 국제 올림픽 피스컵                              | 수원             |
| 2012 | 환경부 청소년 힐링 콘서트                            | 서울             |
| 2012 | 국회 제헌절 애국가 제창(With 밀레니엄 심포니)        | 서울             |
| 2012 | 런던 올림픽, 결단식 애국가 제창                      | 서울             |
| 2012 | Andy – Live In Concert at The Greek Theatre 초청공연 | LA, U.S.A        |
| 2012 | YouFest Main Final Concert (with 폴 포츠) 참여       | Madrid, Spain    |
| 2013 | 2013 지구촌 나눔 한마당                              | 서울             |
| • 서울필하모닉, 모스틀리 필하모닉, w필하모닉 등 협연• 청와대 주최 대통령 공연, 국내외 자선 공연 및 강연 등 약 100회 이상 |                                                      |                  |

## 국내 저서
| 제목                             | 출판사   | 출판일          | ISBN          |
| -------------------------------- | -------- | --------------- | ------------- |
| 무조건 살아, 단 한 번의 삶이니까 | 문학동네 | 2012년 5월 25일 | 9788954618236 |

자신의 성장과정을 가감 없이 서술한 에세이 《무조건 살아, 단 한 번의 삶이니까 거리의 아이 최성봉 절망의 끝에서 희망을 노래하다》를 집필하였다. 그는 과거에 얽매이고 싶지 않지만, 과거의 이야기를 통해 갑작스런 관심과 사랑을 받게 되었고, 그것이 자신에게 위로가 되었다고 하며 받은 사랑을 다시 돌려주고 싶어 책을 집필하게 되었다고 말했다. 그의 저서는 한국의 출판사인 문학동네에서 출판되었고, 베스트 셀러를 기록하였다 이 책은 2015년 7월 10일에 9쇄가 출판되었고, 2015년 12월 15일 10쇄가 출판되었다.

## 해외 저서
| 제목                                                                 | 출판사 | 출판일          | ISBN                              |
| -------------------------------------------------------------------- | ------ | --------------- | --------------------------------- |
| Singing Is My Life: A Memoir of My Journey from Homelessness to Fame | Amazon | 2016년 2월 18일 | ISBN 9781517229603ISBN 151722960X |

최성봉은 스위스 줄리어스 배 은행 (Bank Julius Bär)의 회장 보리스 콜라디(Boris Collardi
)와 전 회장 버나드 켈러(Bernard keller)의 도움을 통해《내 인생을 노래하다: 노숙자에서 유명해진 나의 인생 회고록》을 영문 책으로 출판하였다.

## 영화
최성봉은 할리우드 영화제작자인 폴 메이슨(Paul Mason), 시나리오 작가 린 샌터(Lynn Santer), 호주 영화제작자 이안 베리(Ian Barry), 엘비스 프레슬리의 미망인 프리실라 프레슬리(Priscilla Presley)와 자신의 인생 스토리를 영화, 드라마로 제작하는 판권을 체결했다. 2015년 12월 31 판권 종료가 되었다.

## 강연
2012년 6월 1일 KBS1 오디션 프로그램 강연 100도씨에서 우승을 하였으며, 출연자 최초로 3회나 출연하게 되었다. 이후 자신의 인생과 공연을 접목시킨 토크 콘서트 하고 있다.

## 방송과 인터뷰

### 개요
그는 한국의 음악방송 및 여러 나라의 토크쇼와 다큐멘터리 다수에 출연하였으며, 스페인의 토크쇼 el HormieGuero에 저스틴 비버의 다음 순서로 출연하였다. CNN과 ABC 방송은 그를 메인 커버 스토리로 인터뷰하였다. 그는 "살아온 22년 동안 해보지 못한 것들에 도전해보고 싶다" 라고 말했다 그는 "얼어 죽지 않고 파묻혀 죽지 않고 굶어 죽지 않고 맞아 죽지 않는 삶을 살게 된 것은 축복이고, 앞으로도 계속 도전하는 삶을 살 것이다" 라고 말했다.

### 방송
| 방송년도 | 프로그램명                                             | 방송채널         |
| -------- | ------------------------------------------------------ | ---------------- |
| 2011     | 코리아 갓 탤런트 시즌 1                                | tvN              |
| 2011     | 현장 토크쇼 택시                                       | tvN              |
| 2011     | 백지연의 피플 인사이드                                 | tvN              |
| 2011     | 다큐 3色 끼의 반란                                     | tvN              |
| 2011     | 스토리온 친절한 미선씨                                 | tvN              |
| 2012     | 오페라스타 2012                                        | tvN              |
| 2012     | 아침마당                                               | KBS1             |
| 2012     | el HOTMI GUERO                                         | Aantena3(스페인) |
| 2012     | KBS 강연 100℃                                          | KBS1             |
| 2013     | MBN 뉴스광장                                           | MBN              |
| 2014     | MBC 이브닝뉴스                                         | MBC              |
| 2014     | 휴먼다큐 사람이 좋다                                   | MBC              |
| 2015     | 그대가 꽃                                              | KBS1             |
| 2015     | • 그 외 MBC 잠깐만, 북클럽, CBS, CTS, CGV, TBS 등 다수 |                  |

### 매거진
| 년도 | 매거진명             | 국가       |
| ---- | -------------------- | ---------- |
| 2011 | Good Morning America | ABC, U.S.A |
| 2011 | CNN NEWS             | CNN, U.S.A |
| 2011 | 레이디경향           | 한국       |
| 2012 | 한국일보 100℃        | 한국       |
| 2013 | 우먼센스             | 한국       |

### 광고
| 년도 | 광고명                   |
| ---- | ------------------------ |
| 2011 | 라디오 캠페인 《잠깐만》 |
| 2012 | 선거위원회 공익광고      |
| 2013 | 한국도로공사 《벨트송》  |
| 2014 | 시몬스침대               |

## 자선 활동

### 홍보대사
| 위촉일          | 기관명             |
| --------------- | ------------------ |
| 2012년 4월 30일 | 초록우산어린이재단 |
| 2013년 4월 29일 | 창동종합사회복지관 |

그는 자신이 한때 수혜자였던 초록우산 어린이재단의 홍보 대사로서 활동하고 있다. 그는 꿈과 희망을 가지라는 말을 하기 보다는, 더 나은 삶을 살 기회를 줄 수 있도록 실질적 도움을 주고 싶다 말한다. 그는 결식아동, 기초생활 소녀소년가장 수급자, 위탁가정아이들을 돕고 있다. 이와 동시에 창동종합사회복지관의 홍보대사활동을 겸하고 있다

### 재능 기부
"아픈 사람들에게는 말로 표현하지 못하는 무언가의 느낌이 있고, 그들이 조금이나마 힘과 살아가는 이유가 생기길 바란다" 라고 말했다.
그는 소외 계층 암환자, 호스피스 병동, 소외계층인 한 부모가정, 다문화가정, 소년원, 군대, 등을 대상으로 강연과 공연을 하고 있다.

### 기부 활동
그는 재능기부 강연과 공연을 다니면서 소외된 아이들을 위해 기부를 하고 필요한 물품들을 보내주고 있다. 또한 자신의 자서전을 기부하며 희망을 전달하기도 한다.

## 수상
| 수상내역                                   | 수상일           | 수여기관                        |
| ------------------------------------------ | ---------------- | ------------------------------- |
| 코리아 갓 탤런트 준우승                    | 2011년 8월 20일  | CJ E&M                          |
| 제9회 촛불상                               | 2012년 2월 11일  | 한국대학생대중문화감시단        |
| 서울외신홍보상                             | 2013년 12월 10일 | SFCC(서울외신기자클럽)          |
| 제2회 대한민국 예술문화인 대상 성악가 부문 | 2014년 12월 22일 | 대한민국 예술문화인 시상 위원회 |

## 같이 보기
- 대한민국의 텔레비전 프로그램 목록
- 대한민국의 음악가 목록
- 대한민국의 방송사